# المؤتمر الأول لحزب العمال في كوريا الشمالية
عُقد المؤتمر الأول لحزب العمال في كوريا الشمالية (WPNK) في بيونغ يانغ، كوريا الشمالية في الفترة من 28 إلى 30 أغسطس 1946، وأسس حزب العمال في كوريا الشمالية (رائد حزب العمال الكوري ). المؤتمر هو أعلى جهاز للحزب، وينص على عقده كل أربع سنوات. ويمثله 801 مندوبا عن أعضاء الحزب البالغ عددهم 336.399 عضوا. انتخبت اللجنة المركزية الأولى، التي انتخبها المؤتمر، كيم تو بونغ الأمين الأول لحزب العمال الكوري، وكم إل سونغ وتشو يونغ ها نائبين للرئيس.

## المندوبون
انتخب من قبل جهاز الحزب، مثّل 801 مندوبًا 336,399 عضوًا في الحزب في المؤتمر.  من بين المندوبين، كان هناك 229 في العشرينات من العمر، و417 في الثلاثينات، و129 مندوبًا في الأربعينيات، و26 مندوبًا في الخمسينات أو أعلى.  صنفت أجهزة الحزب المركزي 183 من المندوبين كعمال، و157 من الفلاحين، و385 من العاملين في المكتب، و76 من غير المصنفين.  حصل غالبية المندوبين (359) على تعليم ثانوي فقط، بينما حصل 228 على تعليم ابتدائي فقط و214 حصلوا على تعليم جامعي أو أعلى.  خلال الحكم الياباني، تم سجن 291 مندوبًا (36 بالمائة)، بينما بقي 427 مندوبًا (53 بالمائة) في الخارج أثناء الحكم الياباني. 

### الحواشي
1. 1 2 3 4 5  Suh 1988.

### استشهد
- Suh، Dae-sook (1988). Kim Il Sung: The North Korean Leader (ط. 1st). دار نشر جامعة كولومبيا. ISBN:0231065736.{{استشهاد بكتاب}}:  صيانة الاستشهاد: ref duplicates default (link)